# Кеворкян, Джек
Мура́д Дже́йкоб «Джек» Кеворкя́н (арм. Մուրատ Յակոբ "Ճեք" Գէորգեան; англ. Murad Jacob «Jack» Kevorkian; 26 мая 1928, Понтиак, Мичиган — 3 июня 2011, Детройт, Мичиган) — американский врач-патологоанатом армянского происхождения, исследователь в области переливания крови и популяризатор эвтаназии.
Он публично отстаивал право неизлечимого пациента умереть от самоубийства с помощью врача, воплощенное в его цитате: «Смерть — это не преступление». Кеворкян заявлял, что с этой целью он оказал помощь по меньшей мере 130 пациентам в совершении эвтаназии. Он был осужден за убийство в 1999 году и часто изображался в средствах массовой информации под прозвищами «Доктор Джек», «Доктор Смерть», «Доктор Суицид».

## Детство и юность
Кеворкян родился в Понтиаке, штат Мичиган, 26 мая 1928 года в семье армянских иммигрантов из современной Турции. Его отец, Левон (1887—1960), родился в деревне Пасинлер, недалеко от Эрзурума, а мать, Сатениг (1900—1968), родилась в деревне Говдун, недалеко от Сиваса. Его отец покинул Армению в Османской империи и добрался до Понтиака в 1912 году, где устроился на работу в автомобильный литейный завод. Сатениг бежала от геноцида армян в 1915 году, нашла убежище у родственников в Париже и в конце концов воссоединилась со своим братом в Понтиаке. Левон и Сатениг познакомились в армянской общине своего города, где они поженились и создали свою семью. В 1926 году у пары родилась дочь Маргарет, затем сын Мурад и третий и последний ребёнок — Флора.
Когда Кеворкян был ребёнком, родители еженедельно водили его в церковь. Он начал сомневаться в существовании Бога, поскольку считал, что всезнающий Бог мог бы предотвратить геноцид армян в его большой семье. К 12 годам он перестал посещать церковь.
Кеворкян был ребенком-вундеркиндом. Он выучил несколько языков, включая немецкий, русский, греческий и японский. Поэтому он часто был отчужден от своих сверстников. Кеворкян с отличием окончил Центральную среднюю школу Понтиака в 1945 году, в возрасте 17 лет. В 1952 году он окончил медицинскую школу Мичиганского университета в Анн-Арборе.
Кеворкян прошел ординатуру по анатомической и клинической патологии и некоторое время занимался исследованиями в области переливания крови.

## Популяризация эвтаназии
Занимаясь врачебной практикой, выступил в защиту эвтаназии в тех случаях, когда больному уже нет возможности оказать медицинскую помощь, и страдания которого не стоят того, чтобы продолжать жить. В 1989 году разработал и построил т. н. «машину самоубийства» (мерситрон — англ. Mercitron, от mercy — милосердие), подающую смертельную дозу анальгетиков и токсичных препаратов в кровь больного, для пациентов, не способных покончить с собой иными способами. 4 июня 1990 используя мерситрон, с собой покончил первый пациент, страдавший болезнью Альцгеймера. В общей сложности в 1990—1998 гг. мерситроном воспользовалось более 130 человек.

## Осуждение

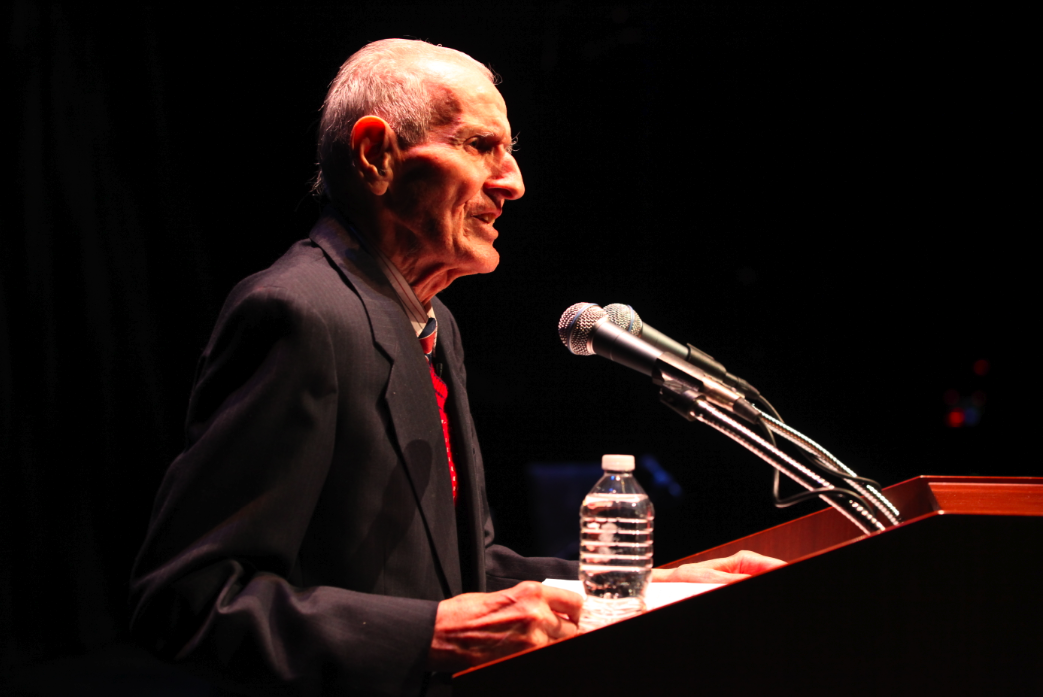

Идеи Кеворкяна были решительно осуждены врачебным сообществом и властями США. В 1991 году Кеворкяна лишили лицензии на занятия медицинской практикой. Впоследствии он четырежды представал перед судом, однако был оправдан из-за недостаточности свидетельских показаний. Так, в 1993 году Кеворкян был арестован после того как «помог» умереть своему 16-му пациенту — страдавшему раком лёгких 54-летнему Рону Мансуру. Незадолго перед этим губернатор штата Мичиган подписал закон, по которому врачам-ассистентам по таким делам грозило до четырёх лет тюрьмы.
В марте 1999 года Джек Кеворкян был обвинён в прямом убийстве второй степени, после того как осуществил эвтаназию 52-летнего Томаса Юка из округа Окленд, страдавшего болезнью Лу Герига. В качестве неопровержимого доказательства стороной обвинения была представлена видеозапись совершения самого акта эвтаназии, которая, по воле самого Джека, находилась в свободном доступе. Решением суда Кеворкян был приговорён к заключению сроком от 10 до 25 лет в исправительном учреждении штата Мичиган. Проведя в тюрьме 8 лет и два с половиной месяца, 1 июня 2007 года за хорошее поведение решением Комиссии штата по условно-досрочному освобождению 79-летний Джек Кеворкян был выпущен на свободу на два года раньше срока с запретом:
1. Помогать кому-либо умереть путём эвтаназии.
2. Осуществлять уход за лицами старше 62 лет.
3. Близко общаться с лицами, имеющими врождённые физические отклонения.

## Смерть
В начале мая 2011 года Джек Кеворкян был госпитализирован в детройтскую больницу с диагнозом «пневмония». 3 июня 2011 года, не приходя в сознание, Кеворкян скончался от тромбоэмболии лёгочной артерии.

## Кеворкян в массовой культуре

### В видеоиграх
- В компьютерной игре «Blood» ввод чит-кода kevorkian ведет к самоубийству героя.
- В компьютерной игре «Deus Ex: Human Revolution» присутствует упоминание «Синдрома Кеворкяна» в виде названия секретного достижения.
- В «Steam»-версии компьютерной игры «Postal» присутствует достижение «How Kevorkian!», присуждаемое за добивание раненого противника.
- В компьютерной игре «POSTAL: Brain Damaged» при убийстве кого-либо из монстров, главный герой может произнести фразу с упоминанием «методов» доктора Кеворкяна.
- В компьютерной игре «Lucius» присутствует достижение «Доктор Кеворкян», присуждаемое за способствование трем самоубийствам.
- В компьютерной игре «No More Room in Hell» присутствует достижение «Kevorkian», присуждаемое за «помощь» заражённому игроку найти покой.
- В компьютерной игре «Pirates, Vikings and Knights II» присутствует достижение «Dr. Kevorkian», в котором нужно помочь ста игрокам самоубиться.

### В кино
- В картине «Земля кочевников» Ферн (Фрэнсис МакДорманд) обсуждает с кочевницей Суонки книгу Кеворкяна. Суонки говорит о том, что взяла его труд в последнее паломничество в места юности с целью возможного самоубийства, поскольку болеет раком.
- В Сериале «Беверли хиллз 90210» (4 сезон 23 серия) — одна из главных героинь в диалоге с парнем упоминает доктора: «Слушай, ради мира на земле позвони доктору Кеворкяну».
- «Вы не знаете Джека» — биографический фильм, снятый в 2010 г. о жизни Кеворкяна. Самого доктора сыграл Аль Пачино.
- Джек Кеворкян упоминается в фильме Вуди Аллена «Голливудский финал».
- В фильме «Голый пистолет» один герой другому предлагает телефон Кеворкяна.
- В эпизоде «Смерть» мультсериала «Южный Парк» (6-я серия 1-го сезона) упоминается доктор Кеворкян: «Есть один мужик, по имени Джек Лаборкян, или как-то так. Он бродит повсюду и убивает всех, кто его об этом попросит. И ничего ему за это не бывает».
- В эпизоде «Пятерняшки 2000» мультсериала «Южный Парк» (3-я серия 4-го сезона) упоминается доктор Кеворкян: Когда жители протестуют, и говорят, что Румыния отстой, Крис Стотч путает таблички и на одной из них написано «Free Kevorkyan», «Свободу Кеворкяну!».
- В шестой серии 6 сезона мультсериала «Футурама» Доктор Зойдберг говорит Бендеру «Тогда самоубийство! Идем в мой офис, я устрою тебе хорошего Кеворкяна»
- В шоу «In Living Color» в одном из скетчей его роль исполнил Джим Керри.
- В сериале «Закон и порядок», (8-й сезон, серия 20) Кеворкяна упоминает адвокат врача убившего мальчика. Адвокат, выступая с предварительным словом перед присяжными, сравнивает своего подзащитного с Кеворкяном и говорит, что того судят, но оправдывают.
- В сериале «Закон и порядок: Специальный корпус», (4-й сезон, серия 3) детектив Джон Манч упоминает Кеворкяна во время допроса пожилой женщины с болезнью Альцгеймера: «Когда моя стальная ловушка для разума начнет ржаветь, вызывайте Кеворкяна» («When this steel trap starts to rust, call Kevorkian»).
- В сериале «Мыслить как преступник» (3-й сезон, 4-я серия) свидетель, рассказывая Хотчнеру и Прентисс про подозреваемого, говорит: «По штату он зоотехник, но на самом деле эдакий Кеворкян».
- В фильме Клинта Иствуда «Абсолютная власть» в эпизоде, когда в палату входит убийца, замаскировавшийся под врача, персонаж Иствуда, перед тем как его убить, интересуется: «Вы, наверное, доктор Кеворкян?».
- В фильме «Без вины виноватый» в эпизоде с больницей.
- В фильме «Притворись моей женой».
- В сериале «Сверхъестественное» (7-й сезон 22-я серия) Дин упоминает Кеворкяна в разговоре с Сэмом о Бобби.
- В сериале «Зачарованные» (1-й сезон 20-я серия) в разговоре о смертоносном коктейле из «Книги таинств», Фиби иронически упоминает доктора Кеворкяна.
- В сериале «Симпсоны», 19-й сезон 4-я серия
- В сериале «Кости» 3-й сезон 6-я серия агент Бут говорит: «Кеворкян тоже был доктором»

### В литературе
- Джек Кеворкян упоминается в книге «Хроники Харона. Энциклопедия смерти».
- Имя доктора Кеворкяна используется в эссе американского писателя Курта Воннегута «Дай вам бог здоровья, доктор Кеворкян».
- Упоминается в книге Скотта Адамса «Принцип Дилберта. Взгляд из офисной кабинки на начальство, совещания, причуды дирекции и прочие бедствия».
- Также упоминается в статье Патрика Дж. Бьюкенена «Смерть Запада: чем вымирание населения и усиление иммиграции угрожают нашей стране и цивилизации».
- По случаю смерти Джека Кеворкяна русский философ Вадим Филатов написал стихотворение Доктор Любовь.
- Упоминается в книге Рам Дасса «Всё ещё здесь» о проблемах пожилого возраста.
- Упоминается в книге Стивена Кинга «Бессонница» в рассказе Луизы Ральфу об их общем участковом враче: «Карл Литчфилд — самонадеянный, тщеславный болван, которого больше интересует, как он выглядит в подтяжках и стильных рубашках, чем судьба пациентов. — Какой цинизм! — И правда, это-то и печально. Знаешь что? Сейчас ему тридцать пять или тридцать шесть, он считает, что, когда ему исполнится сорок, он просто… Остановится. Останется сорокалетним столько, сколько захочет. Он считает, что в шестьдесят люди превращаются в дряхлых стариков и что большинство из них впадают в старческий маразм после шестидесяти пяти, а уж коль вам удастся дожить до восьмидесяти, то нужно благодарить судьбу, если дети отвезут вас к доктору Кеворкяну».

### В музыке
- Существует музыкальная группа «Kevorkian Death Cycle».
- В альбоме канадской трэш-метал группы Anvil «Plugged in Permanent» есть трек «Doctor Kevorkian»[18]
- Упоминается в фристайле Eminem — «It’s Only Fair To Warn»: «…Doctor Kevorkian has arrived to perform an autopsy on you while you scream „I’M STILL ALIVE!…“», «Weed Lacer»: «I’m messed up, I feel just like an overworked plumber, I’m sick of the crap, what’s Jack Kevorkian’s phone number?»
- Упоминается в песне «Fast Lane» рэп-дуэта Bad Meets Evil «…You’ll let me take this shovel, dig up the corpse, Jack Kevorkian. Go back and fork in more beef that you can pack a fork in…»
- Упоминается в песне Sadistik ft. Sticky Fingaz & Tech N9ne — Death Warrant «…I’m a pathologist, Dr. Kevorkian…»
- Упоминается в песне «[lyricwiki.org/King_Crimson:Coda:_I_Have_A_Dream Coda — I Have A Dream]» группы «King Crimson» (альбом «The ConstruKction Of Light», 2000).
- Упоминается в названии песни группы «Strapping Young Lad» «Velvet Kevorkian» (альбом «City», 1997).
- У американской грайндкор группы Anal Cunt есть песня «Jack Kevorkian Is Cool» (альбом «I Like It When You Die», 1997).
- У Public Enemy есть песня «Kevorkian».
- У Suicide Commando есть трек «Kevorkian».
- В альбоме «Violent Demise: The Last Days» рэп-метал группы «Body Count» 15-й трек называется «Dr. K» и посвящён Джеку Кеворкяну.
- Группа Константа, в песне «У окна», упоминается в первом куплете Мити Северного.
- Упоминается в песне Ceza ft. Tech N9ne — Dark Places: «…Onları doktor kevorkian paklar, isimsiz kalmış…»"
- В песне Eminem — «Chloraseptic (Remix)»: «Back and forth, back and forth like Jack Kevorkian’s ass to court»
- Американская сладж-метал группа Acid Bath использовала одну из картин Кеворкяна в качестве обложки своего альбома Paegan Terrorism Tactics
- Песня «Kevorkian Times» норвежской группы Darkthrone (альбом «Astral Fortress», 2022).